# NEXPTIME
En théorie de la complexité, NEXPTIME, ou NEXP, est une classe de complexité, c'est-à-dire un ensemble de problèmes de décision. Plus précisément, c'est l'ensemble des problèmes de décision qui peuvent se résoudre sur une machine de Turing non déterministe en temps O(2p(n)) où p(n) est un polynôme. C'est donc la version non-déterministe de EXPTIME. 

## Définition
En termes de NTIME, la classe est définie par :
{\displaystyle {\mbox{NEXPTIME}}=\bigcup _{k\in \mathbb {N} }{\mbox{NTIME}}(2^{n^{k}})}.
Comme la classe NP, on peut aussi définir NEXPTIME en utilisant un vérificateur. Un problème A est dans NEXPTIME s'il existe des polynômes p et q, et une machine de Turing M déterministe (le vérificateur), tel que :
- Pour toute instance x et tout mot y, M sur (x, y) s'exécute en temps 2p(|x|)
- Pour toute instance x, l'instance x est positive pour A ssi il existe un mot y de longueur 2q(|x|) tel que M(x, y) = 1.

## Propriétés
On a P ⊆ NP ⊆ EXPTIME ⊆ NEXPTIME.
D'après le théorème de hiérarchie pour le temps (en), le classe NP est différente de NEXPTIME (mais incluse). Si P = NP alors EXPTIME = NEXPTIME.

## Problème NEXPTIME-complet
Un problème est NEXPTIME-dur si tout problème de NEXPTIME s'y réduit en temps polynomial. Un problème est NEXPTIME-complet s'il est dans NEXPTIME et s'il est NEXPTIME-dur.

### Problèmes NEXPTIME-complets obtenus par concision
On peut transformer un problème NP-complet en un problème NEXPTIME-complet si on rend l'entrée du problème plus concise. Par exemple, le problème de trouver un chemin hamiltonien dans un graphe représenté par une matrice d'adjacence est NP-complet. Le même problème où le graphe est représenté de manière concise par un circuit concis est NEXPTIME-complet. On représente un graphe avec 2b sommets numérotés 0, 1, ..., 2b - 1 par un circuit booléen avec 2b entrées et tel qu'il y a un arc du sommet i au sommet j si le circuit booléen accepte les représentations binaires des nombres i et j. Ainsi, la version succincte du problème du chemin hamiltonien se reformule ainsi : étant donné un circuit booléen C, est-ce que le graphe correspondant à C contient un chemin hamiltonien.
Plusieurs problèmes de décision avec une version concise sont NEXPTIME-complets :
- Coupe maximale dans un graphe représenté par un circuit booléen
- 3SAT concis
- SAT concis
- SAT d'un circuit booléen représenté de manière concise

### Logique du premier ordre
Le problème de satisfiabilité de la classe de Schönfinkel-Bernays est NEXPTIME-complet.

### Jeux
Décider si une formule booléenne quantifiée avec dépendance est vraie (Dependency quantified binary formulas) est NEXPTIME-complet. Par conséquent, la version en équipe de joueurs avec information imparfaite de la logique contrainte est NEXPTIME-complète également.